# Tényi Tamás
Tényi Tamás (Pécs, 1963. október 25. –) magyar orvos, pszichiáter, pszichoterapeuta, egyetemi tanár, a Magyar Tudományos Akadémia Doktora. Kutatási területe a klinikai pszichiátria, ezen belül a pszichózisok és a személyiségzavarok kutatása, tanulmányokat és könyveket publikált a kifejezéspatológia, a művészetterápia témaköreiben, valamint a filozófia és a pszichiátria határterületi vonatkozásairól. 2018-tól a Pécsi Tudományegyetem Klinikai Központ Pszichiátriai és Pszichoterápiás Klinikájának tanszékvezető egyetemi tanára. 2014-től a PTE ÁOK általános, diákjóléti és külkapcsolatokért felelős dékánhelyettese.

## Életpálya
1982-ben érettségizett Pécsett a Nagy Lajos Gimnáziumban, majd 1988-ban szerzett általános orvosi diplomát a Pécsi Orvostudományi Egyetemen. Végzését követően a Pécsi Orvostudományi Egyetem (2000-től Pécsi Tudományegyetem) Pszichiátriai és Pszichoterápiás Klinikáján kezdett dolgozni, ahol 2011-től egyetemi tanári munkakörben tevékenykedik. 2018-tól tanszékvezető. 1995-ben az Amerikai Pszichiátriai Társaság ösztöndíjával folytatott kutatásokat az Egyesült Államokban, amely eredményeként publikálta 2000-ben első monográfiáját. A klinikai pszichiátria valamennyi területén tevékenykedett, osztályvezetőként, szupervízorként, klinikaigazgatóként dolgozik. 
PhD dolgozatát 1998-ban, MTA Doktori értekezését 2018-ban védte meg, 2005-ben habilitált. A Magyar Tudományos Akadémia Bolyai János Kutatási Ösztöndíját két alkalommal (1998-ban és 2001-ben) nyerte el, 2002-ben a Békésy György Posztdoktori Ösztöndíj támogatásával dolgozott. 2013-tól a Nemzeti Agykutatási Program (NAP) kutatócsoport vezetője, majd 2017-ben ismét négy évre nyert el támogatást NAP kutatócsoport vezetőként. A Magyar Pszichiátriai Társaság 2001-es Hollós István díját nyerte el, mint a év legjobb közleményének szerzője. A Magyar Pszichiátriai Társaság Nyírő Gyula Díjában három alkalommal részesült (2010, 2014, 2018), amely díjat az év legjobb pszichiátriai monográfiájának szerzője/szerkesztője nyeri el. 
2017-től, majd 2021-től ismételten az MTA Klinikai Idegtudományi Bizottságának szavazati joggal rendelkező tagja. 2012-től „Pszichiátria” címmel Doktori Program vezetője a PTE Klinikai Orvostudományok Doktori Iskolájában, majd 2014-től törzstag és a „Pszichiátria” Program vezetője PTE Klinikai Idegtudományok Doktori Iskolájában. Több mint 230 tudományos közleménye, 7 könyve, 4 tankönyve/jegyzete, 23 tankönyvfejezete, több mint 50 könyvfejezete jelent meg, 7 kötetet szerkesztett.
2002-től 2023 májusáig a Magyar Pszichiátriai Társaság, vezetőségi tagja, 2008-tól az MTA Pszichiátriai Gyűjtemény Tudományos Tanácsadó Testületében dolgozik. 2009-től 2023 májusáig a Psychiatria Hungarica, a Magyar Pszichiátriai Társaság tudományos folyóirata, felelős szerkesztője. A Neuropsychopharmacologia Hungarica szerkesztőbizottságának tagja. 2009-től 2017-ig a Neuropsychopharmacologia Hungarica rovatvezetője, 2005-től 2010-ig a Szkizofrénia Figyelő felelős szerkesztője. 4 nemzetközi folyóirat szerkesztőbizottságának a tagja. 2020-tól 2023 májusáig a European Union Medical Specialist (U.E.M.S.) Section of Psychiatry magyarországi képviselője a Magyar Pszichiátriai Társaság képviselőjeként. 2020 szeptember 30-tól az Egészségügyi Szakmai Kollégium Pszichoterápia (szakorvosi képesítéssel) Tagozat titkári feladatkörrel megbízott tagja. 2023 május 4-én kilépett a Magyar Pszichiátriai Társaságból. 
2023 június 6-án belépett/felvételt nyert a Professzorok Batthyány Körébe. 2023 július 3-án az egészségügyi ellátás fejlesztése érdekében végzett kimagasló tevékenysége elismeréséül Batthyány-Strattmann László-díjban részesült. 
Előadói tevékenysége elismeréséül - a hallgatói visszajelzések alapján – 2022-ben, 2023-ban és 2024-ben is elnyerte a PTE ÁOK Romhányi Emlékérmét. 2025-ben a PTE Arany Katedra-Díjban részesült.

## Főbb publikációi

### Könyvek
- Kállai J., Karádi K., Tényi T. /1998/: A térélmény kultúrtörténete és pszichopatológiája. Tertia Kiadó, Budapest
- Tényi T. /2000/: A pszichodinamikus pszichiátria a legújabb pszichoanalitikus eredmények türkében. Animula Kiadó, Budapest
- Tényi T., Csábi Gy./2006/: Gyermekpszichiátriai tanulmányok. Pécsi Tudományegyetem, Pécs
- Tényi T. /2007/: Nietzsche és a pszichológia. Pécsi Tudományegyetem, Pécs
- Tényi T. /2009/: Ritka pszichiátriai tünetek és szindrómák. Animula Kiadó, Budapest
- Tényi T./2013/: Pszichiátria és művészet Válogatott írások. Pécsi Tudományegyetem, Pécs
- Tényi T. /2017/: Biológiai, kognitív és pszichopatológiai jellemzők szkizofréniában, hangulatzavarokban és egyes gyermekpszichiátriai kórképekben. MTA Doktori Értekezés és Tézisek
- Trixler M.,Tényi T. (szerk.) /2006/: A szkizofrénia pszichoterápiája. Medicina Kiadó, Budapest
- Tényi T. (szerk.) /2017/: Személyiségzavarok – klinikum és kutatás. Medicina Könyvkiadó Zrt., Budapest
- Tényi T. /2020/: Karcok. Animula Kiadó, Budapest

### Közlemények
- Informative Morphogenetic Variants in Patients With Schizophrenia and Alcohol-Dependent Patients: Beyond the Waldrop Scale.The American Journal of Psychiatry, 154, 691-693. (társszerző)
- Psychotic couvade: 2 Case Reports. Psychopathology, 29, 252-254. (társszerző)
- Antipsychotic Use in Pregnancy. What are the Best Treatment Options? Drug Safety, 6, 403-410. (társszerző)
- Psychodynamic Psychiatry in the Light of Recent Infant Research. The Flash and the Senses of the Self
- Dynamic Psychiatry, 33, 3-4, 224 – 244. (társszerző)
- Quetiapine and pregnancy. The American Journal of Psychiatry, 159, 674 (társszerző)
- Minor physical anomalies in schizophrenia and bipolar affective disorder. Schizophrenia Research, 52, 195 – 201. (társszerző)
- Schizophrenics show a failure in the decoding of violations of conversational implicatures. Psychopathology, 35, 25-27. (társszerző)
- Theory of mind deficit in people with schizophrenia during remission. Psychological Medicine, 32, 1125-1129. (társszerző)
- Anorexia nervosa following sexual harassment on the internet: A case report. International Journal of Eating Disorders, 31, 474-477. (társszerző)
- Clonal pluralization of the Self: A new form of delusional misidentification syndrome. Psychopathology, 36, 46-48. (társszerző)
- Ferenczi's concept on trauma, connected with the Katonadolog- Soldiers can take it concept. International Forum of Psychoanalysis, 12, 22-29. (társszerző)
- Urinary steroid metabolites and 11*-hydroxysteroid dehydrogenase activity in patients with unipolar recurrent major depression. Journal of Affective Disorders, 81, 55-59. (társszerző)
- Use of antipsychotics in the management of schizophrenia during pregnancy. Drugs, 65, 1193 – 2006. (társszerző)
- Minor physical anomalies in Tourette syndrome. The European Journal of Psychiatry, 22, 173-180. (társszerző)
- Regional gray matter reduction and theory of mind deficit in the early phase of schizophrenia: a voxel-based morphometric study. Acta Psychiatrica Scandinavica, 119, 199-208. (társszerző)
- Minor physical anomalies are more common in schizophrenia patients with the history of homicide. Psychiatry Research, 225,702-705. (társszerző)
- Neuropragmatics and irony processing in schizophrenia – Possible neural correlates of the meta-module of pragmatic construction. Journal of Pragmatics, 92, 74-99. (társszerző)
- Minor physical anomalies are more common among the first-degree unaffected relatives of schizophrenia patients – Results with the Méhes Scale. Psychiatry Research, 237, 224-228. (társszerző)
- The possible role of the insula in the epilepsy and the gambling disorder of Fyodor Dostoyevsky. Journal of Behavioral Addictions, 5, 542-547. (társszerző)
- Minor physical anomalies in bipolar I and bipolar II disorders- Results with the Méhes Scale. Psychiatry Research, 249,120-124. (társszerző)
- Altered neural activity during irony comprhension in unaffected first-degree relatives of schizophrenia patients – an FMRI study. Frontiers in Psychology – Cognitive Science, doi: 103389/fpsyg.2017.02309, Volume 8,Article 2309 (társszerző)
- Social Cognition Analyzer Application (SCAN) – a new method for the analysis of social cognition in schizophrenia. Frontiers in Psychiatry. Schizophrenia, doi: 10.3389/fpsyt.2019.00912 (társszerző)
- Elevated osteopontin and INFy serum levels and increased neutrophil-to-lymphocyte ratio are associated with the severity of symptoms in schizophrenia. Frontiers in Psychiatry. Schizophrenia doi: 10.3389/fpsyt.2019.00996 (társszerző)
- Persons with schizophrenia misread Hemingway: a new approach to study theory of mind in schizophrenia. Frontiers in Psychiatry. Schizophrenia doi: 10.3389/fpsyt.2020.00396 Vol 11, Article 396 (társszerző)

### Könyvfejezetek
- Dostoevsky and Nietzsche – The Contradictory Nature of the Self in a Dream of Raskolnikov and in the Breakdown of Nietzsche. In: C.-H. Mayer and Z. Kovary (eds.) New Trends in Psychobiography, Springer Nature Switzerland AG 2019, 285-297. (társszerző)
- Fuzzy boundaries and fuzzy minds: interpretation strategies and discourse processing in schizophrenia. In: Furkó, P. B.; Vaskó, I.; Dér, Cs. I., Madsen, D. (eds.) Fuzzy boundaries in discourse studies: theoretical, methodological and lexico-gramattical fuzziness. Cham, Switzerland, Palgrave Macmillan, 181-211. (társszerző)